# Ingrid Reichert
Ingrid Reichert (* 25. Juni 1950 in Bremen) ist eine bremische Politikerin (SPD) und ehemalige Abgeordnete in der Bremischen Bürgerschaft.

## Biografie

### Ausbildung und Beruf
Nach der Realschule und der Erlangung des Fachhochschulabschlusses trat Ingrid Reichert 1966 in den öffentlichen Dienst ein. 1971 legte sie die erste Verwaltungsprüfung. Hieran schloss sich ein Studium an der Hochschule für öffentliche Verwaltung mit dem Abschluss: Dipl.-Verwaltungswirtin (FH) an. Sie ist seit 1992 Verwaltungsamtfrau. 1991 wurde Ingrid Reichert zur Frauenbeauftragten des Grundstücksamts gewählt.
Aufgrund des Bremischen Abgeordnetengesetzes ruhte das Dienstverhältnis während der Mitgliedschaft in der Bürgerschaft.

### Politik
Reichert trat 1973 in die SPD ein. Seitdem war sie unter anderem Schriftführerin im Vorstand des SPD-Unterbezirks Bremen Stadt, Landesdelegierte und Unterbezirksdelegierte.
Vom 8. Juni 1995 bis zum Ende der Wahlperiode 2007 war Reichert als Abgeordnete Mitglied der Bremischen Bürgerschaft. Zuletzt war sie im Ausschuss für die Gleichberechtigung der Frau, in den Betriebsausschüssen Bremer Baubetrieb und Baudienstleistungen, GeoInformation und Performa Nord, im Petitionsausschuss sowie in den  Haushalts- und Finanzausschüssen vertreten. Sie gehörte ferner den städtischen Deputationen für Bau und Verkehr sowie für Umwelt und Energie an.